# György Majláth (1818-1883)
György József Lipót Károly Ambrus Majláth, noto anche col nome tedesco di Georg von Majláth (Presburgo, 8 dicembre 1818 – Budapest, 29 marzo 1883), è stato un nobile e politico ungherese.

## Biografa

### I primi anni e la carriera

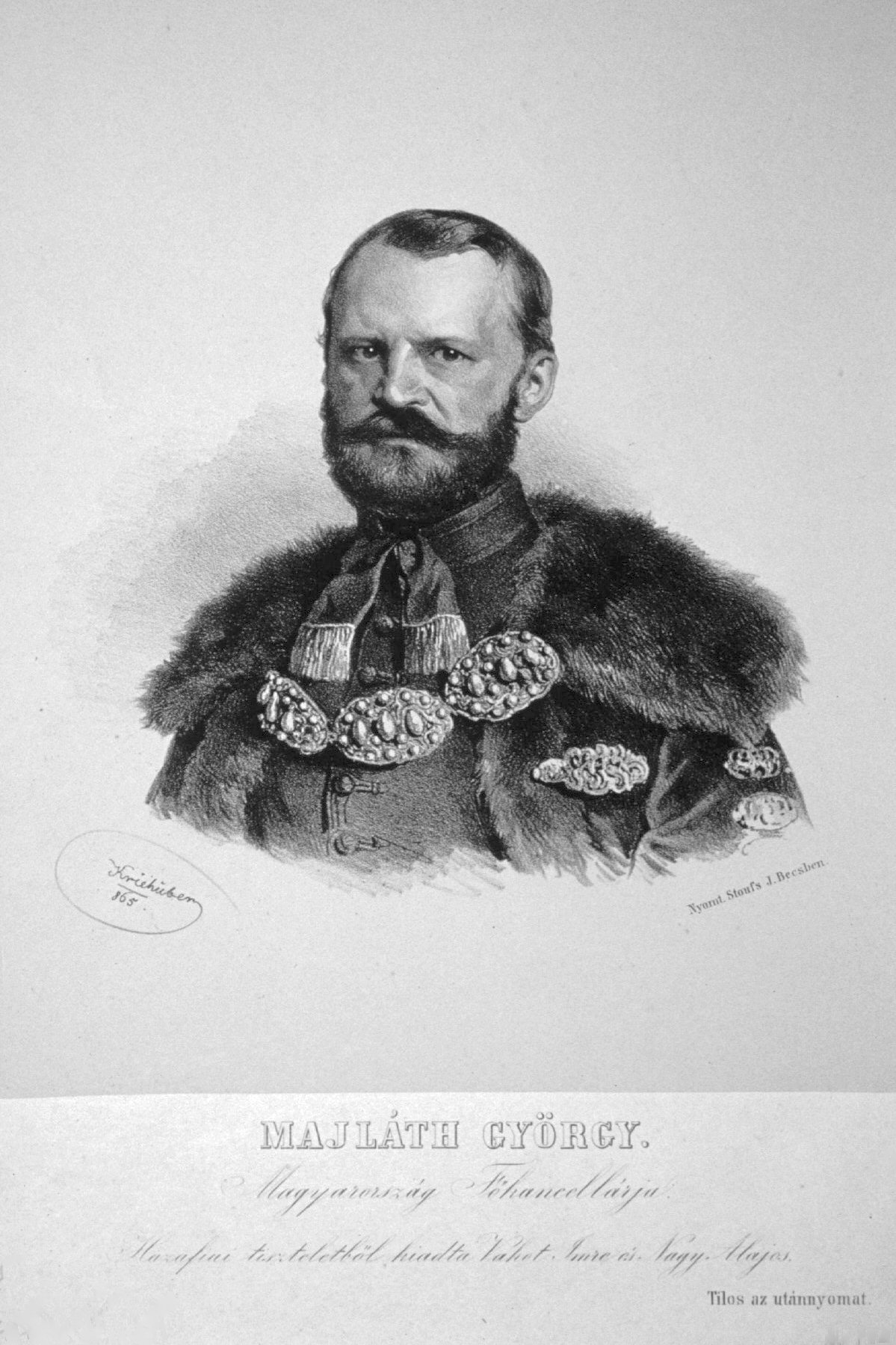
György Majláth in una litografia di metà Ottocento

Nato a Presburgo, l'odierna Bratislava, l'8 dicembre 1818, György era figlio di György Majláth (1786-1861), anch'egli politico in Ungheria, e nipote del giudice György Majláth (1752-1821).
Dopo aver completato gli studi, entrò nel servizio civile nella contea di Barnaya per la quale fu deputato al parlamento ungherese dal 1839 al 1843. Nel 1843 venne nominato amministratore della contea per conto del governo ed infine ne fu governatore dal 1848. Si ritirò ad ogni modo dalla vita politica durante la rivoluzione ungherese del 1848, dedicandosi a studi di politica ed economia e rifiutando una parte attiva poi nel governatorato di Karl Borromäus Philipp zu Schwarzenberg. Nel 1857, assieme ad altri 140 nobili ungheresi, firmò una petizione consegnata a Francesco Giuseppe d'Austria per chiedere il ripristino della costituzionalità in Ungheria.
Rientrò in politica un decennio dopo, svolgendo un ruolo di peso nella legislatura del 1859. Nel 1866 divenne cancelliere d'Ungheria col supporto di politici conservatori come Emil Dessewffy, Sámuel Jósika e Antal Szécsen. Fu poi judex curiae (giudice reale) d'Ungheria e a lui andò il merito di riorganizzare la giustizia ungherese. Fu Speaker della Dieta d'Ungheria dal 22 marzo 1867 sino alla sua morte il 29 marzo 1883.

### L'omicidio

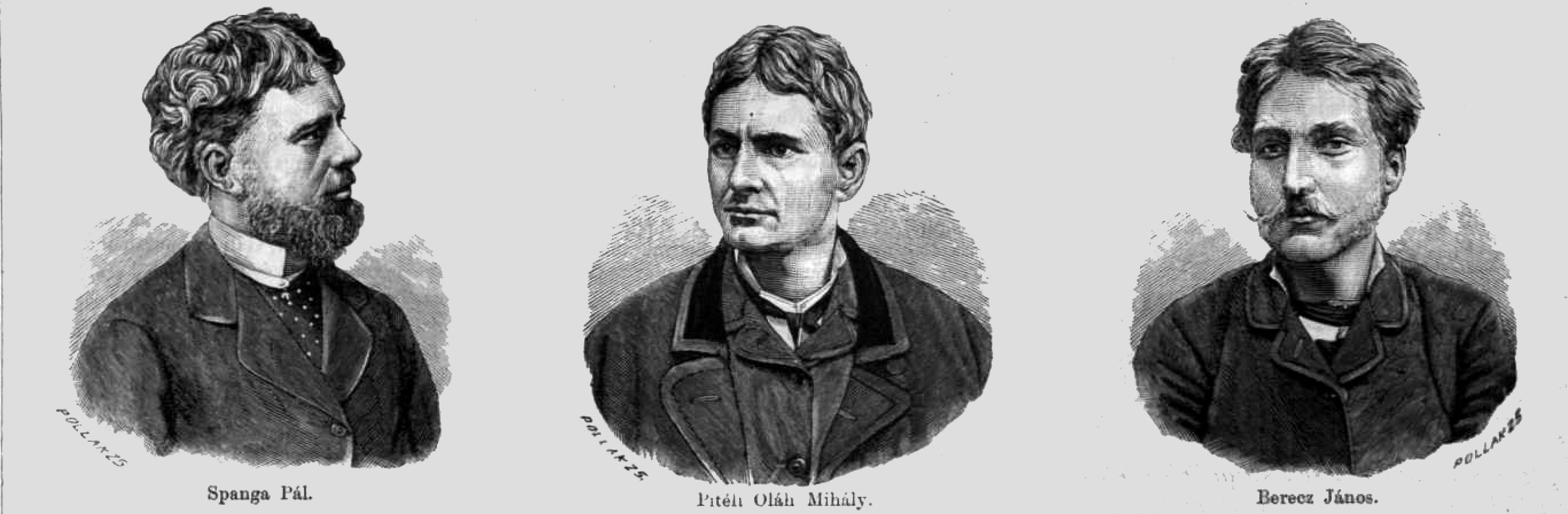
Gli assassini di György Majláth:
Pál Spanga, 30 anni, nato a Ribek, celibe.
Mihály Pitéli Oláh, 27 anni, nato a Pankotán, celibe.
János Berecz, 28 anni, nato a Velegen, padre di due figli. Quest'ultimo era sarto ma a causa del deterioramento della sua vista abbandonò il proprio lavoro e divenne servitore personale del conte Majláth dal 1882.

Rimase ucciso durante una rapina la notte del 29 marzo 1883, nella sua casa di Budapest. L'autopsia, eseguita sul corpo il giorno successivo, rilevò la causa di morte il soffocamento. Sul corpo vennero ad ogni modo trovate anche 32 tracce di ferite esterne e gravi lesioni interne, motivo per cui si concluse che il conte si era difeso strenuamente prima di soccombere. L'omicidio venne commesso da una banda di tre membri che era stata precedentemente coinvolta in furti con scasso. I due autori del colpo erano stati János Berecz, maggiordomo di Majláth, e Pál Spanga. Inizialmente i due avevano cercato di rubare dei valori al politico quando lui era assente, ma non riuscirono a forzare la cassaforte, decidendo poi in seguito di derubare semplicemente il conte di ciò che aveva in tasca. Fu per questo motivo che ai due si aggiunse anche Mihály Pitéli (Pitély) Oláh (dato che Berecz voleva rimanere in incognito). Il 28 marzo Berecz fece entrare di nascosto i suoi due complici nel palazzo e li nascose nella sua stanza, la quale separata solo da un bagno dalla camera da letto di Majláth. La notte dell'omicidio, i tre giunsero a Majláth attraverso il bagno. Dopo una breve rissa, l'anziano barone venne sbattuto a terra, con un asciugamano premuto in bocca, le mani e i piedi legati e con una corda attorno al collo.
I due si allontanarono poi con una corda calata dal balcone, mentre il maggiordomo rimase in casa e fu lui a dare l'allarme il giorno successivo, ma da subito destò non pochi sospetti dal momento che raccontò alla polizia due volte due storie diverse tra loro. La polizia notò subito come nella stanza non apparissero segni di colluttazione né di scassi per un eventuale furto e quindi se ne dedusse che l'autore sapeva perfettamente cosa cercare. Il proprietario di un bar posto proprio di fronte alla casa, testimoniò poi che Berecz e gli altri due uomini avevano bevuto nel suo pub poche settimane prima dell'omicidio e che lui stesso si era insospettito in quanto i tre tacevano sempre quando lui si portava verso il loro tavolo.
Nella casa dove Spanga aveva abitato sino al 9 marzo 1883, il suo padrone di casa, Józsefné László, trovò un paio di guanti insanguinati riconducibili all'omicidio. Ulteriori prove contro di lui vennero fornite dal suo calzolaio, Berczely, il quale asserì che Spanga aveva acquistato un paio di scarpe nuove il giorno successivo all'omicidio da lui, lasciandogli quelle vecchie. L'unica impronta di fango ritrovata sulla scena dell'omicidio coincideva perfettamente con quella della scarpa di Spanga, che nel frattempo era fuggito dapprima a Vienna e poi a Bratislava, nascondendosi nelle case di tolleranza di entrambe le città. Quando venne infine catturato a Bratislava, cercò di spararsi, ma riuscì solo a ferirsi la bocca e il 12 aprile 1883 fu arrestato. Pitél venne arrestato il 1º aprile 1883.
Condotti in tribunale, nei confronti dei tre imputati venne emessa la condanna a morte il 6 ottobre 1883, su cui vennero fatti due ricorsi ma invano e sia Spanga che Pitél vennero entrambi giustiziati alle sette del mattino del 23 febbraio 1884. Berecz, che in un primo momento era stato condannato a 15 anni di carcere per concorso in omicidio, venne alla fine condannato a morte come gli altri collaboratori.

## Matrimonio e figli

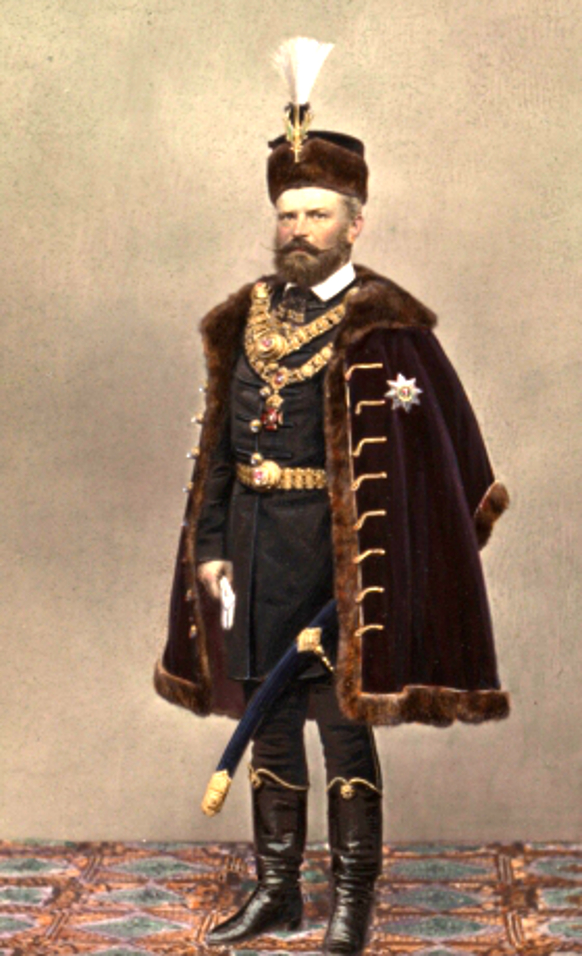
György Majláth nel tradizionale costume da magnate ungherese

Il 15 aprile 1852 sposò la baronessa Stefánia Prandau-Hilleprand (1832-1914), dalla quale ebbe i seguenti figli:
- Etelka (2 febbraio 1853 - 16 giugno 1936), sposò il conte Ede Pallavicini
- György (23 dicembre 1854 - 17 dicembre 1924), sposò la contessa Sarolta Zichy
- Sarolta (16 ottobre 1856 - 15 giugno 1928), sposò il principe Clodoveo di Hohenlohe-Waldenburg-Schillingsfürst
- József (11 aprile 1858 - 2 aprile 1940), politico, sociologo, organista e compositore
- István (13 gennaio 1860 - 26 luglio 1933), sposò la contessa Maria Zichy
- László (11 febbraio 1862 - 26 settembre 1934), sposò la contessa Amalia Hadik
- Gusztáv (24 settembre 1864 – 18 marzo 1940), vescovo di Alba Iulia